# تومي مككولوك
تومي مككولوك (بالإنجليزية: Tommy McCulloch)‏ (25 ديسمبر 1921 بغلاسكو في المملكة المتحدة - 2003 في المملكة المتحدة) هو لاعب كرة قدم بريطاني (وحمل سابقاً جنسية المملكة المتحدة لبريطانيا العظمى وأيرلندا) في مركز جناح ‏. لعب مع برادفورد سيتي وكوين أوف ساوث ونادي كرو ألكساندرا ونادي نورثامبتون تاون ونادي أردريونيانز وMarch Town United F.C. ‏.